# Cristoforo della Rovere

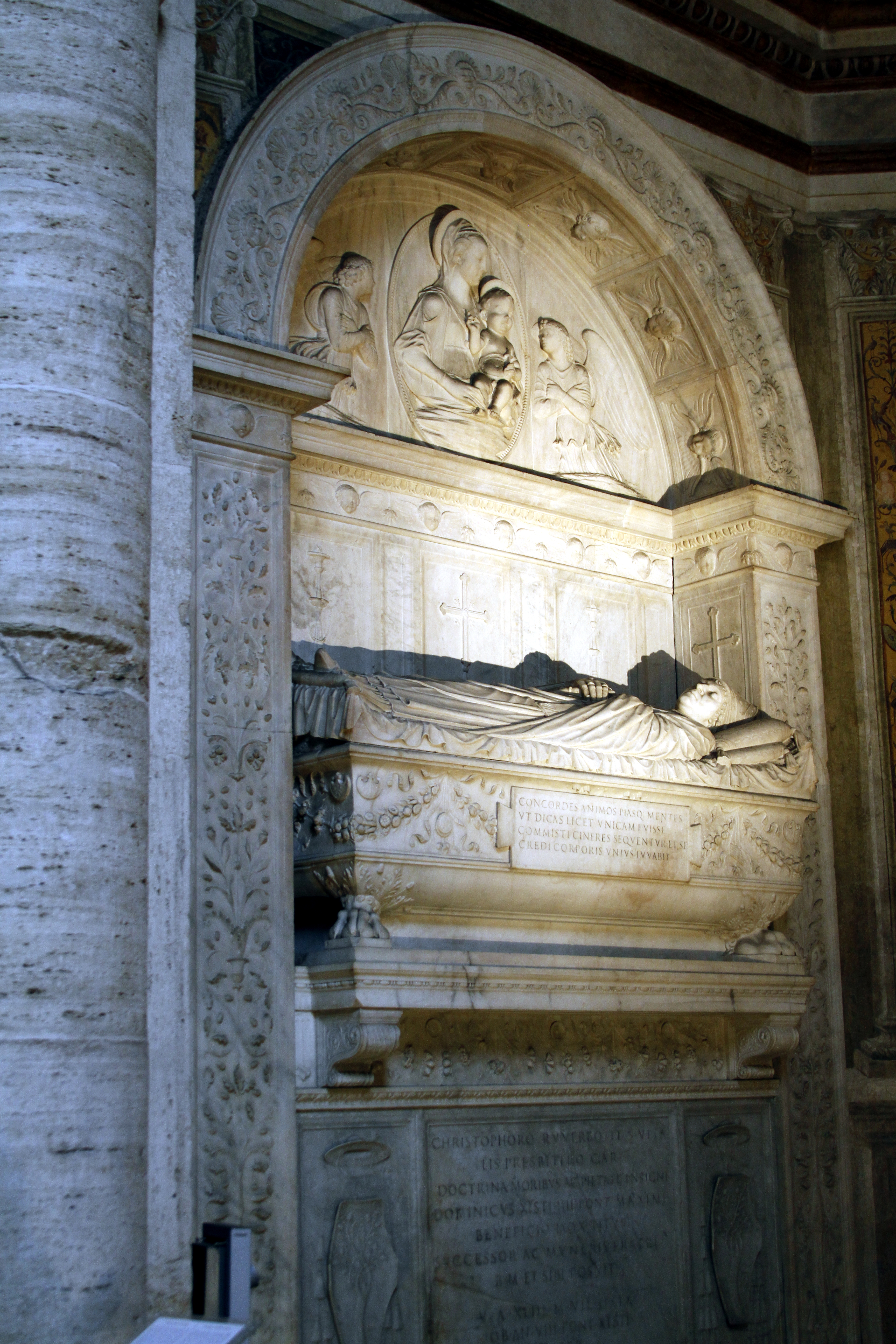
Grab in der Basilica Santa Maria del Popolo in Rom

Cristoforo della Rovere (* 13. Juni 1434 in Turin; † 1. Februar 1478 in Rom) war ein italienischer Kardinal der Römischen Kirche.
Der Bruder von Domenico della Rovere studierte erfolgreich Recht an der Universität Bologna.
Seit dem 3. August 1472 Erzbischof des Bistums Tarentaise mit Sitz in Moûtiers, erhob ihn Papst Sixtus IV., mit dem er verwandt war, am 10. Dezember 1477 zum Kardinal in pectore und veröffentlichte seinen Namen zwei Tage später. Am 12. Dezember 1477 wurde er zum Kardinalpriester von Santi Vitale, Valeria, Gervasio e Protasio ernannt.
Er starb sechs Wochen später und wurde in der Kirche Santa Maria del Popolo in Rom beigesetzt.